# Le Grippon
Cet article concerne la commune nouvelle. Pour l'ancienne commune fusionnée avec les Chambres, voir Le Grippon (ancienne commune).
Le Grippon est une commune française située au Sud du département de la Manche en région Normandie, peuplée de 390 habitants. Elle est créée le 1er janvier 2016 par la fusion de deux communes, sous le régime juridique des communes nouvelles. Les communes de Champcervon et Les Chambres sont supprimées et ne bénéficient pas du statut des communes déléguées.

## Géographie

### Hydrographie
La commune est située dans le bassin Seine-Normandie. Elle est drainée par la Lerre, la Braize, le cours d'eau 01 de la Louainterie, le cours d'eau 01 des Barils, le cours d'eau 01 du Vivier Morand, le fossé 01 de Vesval, le fossé 02 de la Baudonnière et le ruisseau de Mizouard,,.
La Lerre, d'une longueur de 18 km, prend sa source dans la commune  et se jette  dans la baie du Mont-Saint-Michel à Genêts, après avoir traversé quatre communes. 

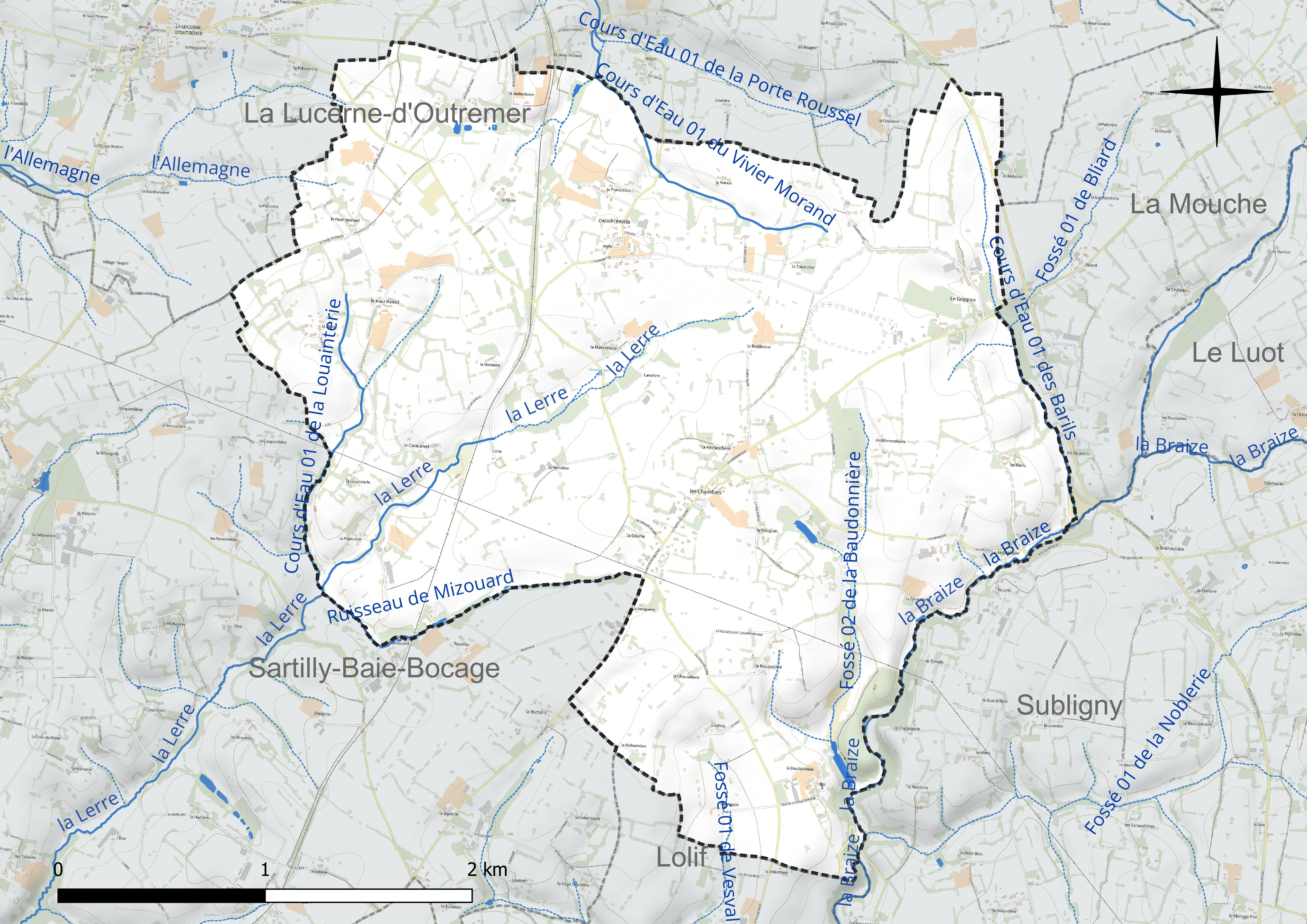
Réseau hydrographique du Grippon.

La Braize, d'une longueur de 16 km, prend sa source dans la commune du Parc et se jette  dans la Sée à Marcey-les-Grèves, après avoir traversé huit communes. 

### Climat
Pour des articles plus généraux, voir Climat de la Normandie et Climat de la Manche.
En 2010, le climat de la commune est de type climat océanique franc, selon une étude du CNRS s'appuyant sur une série de données couvrant la période 1971-2000. En 2020, Météo-France publie une typologie des climats de la France métropolitaine dans laquelle la commune est exposée à un climat océanique et est dans la région climatique « Normandie (Cotentin, Orne) » et « Bretagne orientale et méridionale, Pays nantais, Vendée »0. Parallèlement le GIEC normand, un groupe régional d’experts sur le climat, différencie quant à lui, dans une étude de 2020, trois grands types de climats pour la région Normandie, nuancés à une échelle plus fine par les facteurs géographiques locaux. La commune est, selon ce zonage, exposée à un « climat maritime », correspondant au Cotentin et à l'ouest du département de la Manche, frais, humide et pluvieux, où les contrastes pluviométrique et thermique sont parfois très prononcés en quelques kilomètres quand le relief est marqué.
Pour la période 1971-2000, la température annuelle moyenne est de 10,8 °C, avec une amplitude thermique annuelle de 12,3 °C. Le cumul annuel moyen de précipitations est de 958 mm, avec 14 jours de précipitations en janvier et 8,8 jours en juillet. Pour la période 1991-2020, la température moyenne annuelle observée sur la station météorologique la plus proche, située sur la commune de Longueville à 14 km à vol d'oiseau, est de 11,9 °C et le cumul annuel moyen de précipitations est de 802,4 mm,. Pour l'avenir, les paramètres climatiques de la commune estimés pour 2050 selon différents scénarios d’émission de gaz à effet de serre sont consultables sur un site dédié publié par Météo-France en novembre 2022.

## Urbanisme

### Typologie
Au 1er janvier 2024, Le Grippon est catégorisée commune rurale à habitat très dispersé, selon la nouvelle grille communale de densité à sept niveaux définie par l'Insee en 2022.
Elle est située hors unité urbaine. Par ailleurs la commune fait partie de l'aire d'attraction de Granville, dont elle est une commune de la couronne,. Cette aire, qui regroupe 34 communes, est catégorisée dans les aires de moins de 50 000 habitants,.

## Toponymie
Le nom a déjà été utilisé pour désigner une ancienne commune qui a été rattachée en 1826 à la commune des Chambres.
Voir : toponymie de Le Grippon.

## Histoire

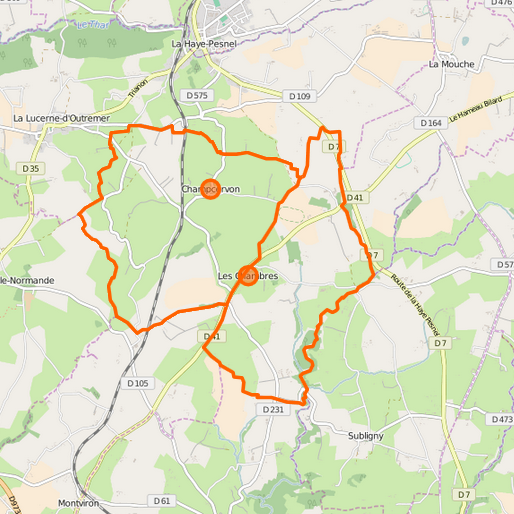
Les deux communes déléguées.

La commune est créée le 1er janvier 2016 par la fusion de deux communes, sous le régime juridique des communes nouvelles instauré par la loi no 2010-1563 du 16 décembre 2010 de réforme des collectivités territoriales.
Les deux communes appartenaient à deux communautés de communes différentes : les élus ont choisi d'intégrer la communauté de communes Avranches - Mont-Saint-Michel et de ne pas créer de communes déléguées. La mairie de Champcervon devient la mairie du Grippon.
L'arrêté préfectoral fixant les conditions a été publié le 4 décembre 2015.

## Politique et administration

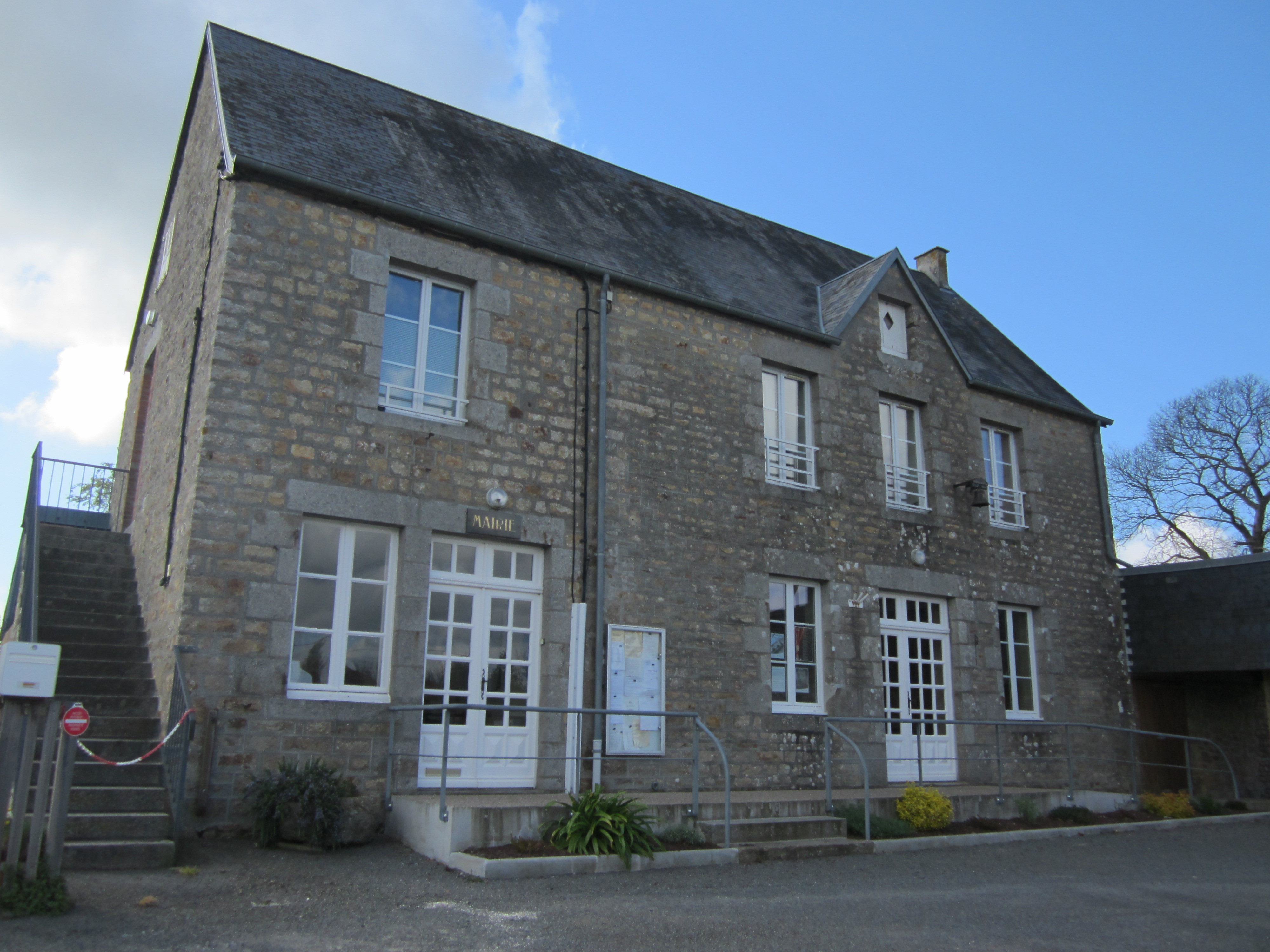
Mairie.

En attendant les élections municipales de 2020, le conseil municipal élisant le maire sera composé des conseillers municipaux des deux communes. 
| Période      | Période  | Identité   | Étiquette | Qualité                                        |
| ------------ | -------- | ---------- | --------- | ---------------------------------------------- |
| janvier 2016 | En cours | Rémi Pinet |           | Cadre hospitalier, ancien maire de Champcervon |

## Démographie
| Nom                 | Code Insee | Intercommunalité              | Superficie (km2) | Population (dernière pop. légale) | Densité (hab./km2) |
| ------------------- | ---------- | ----------------------------- | ---------------- | --------------------------------- | ------------------ |
| Champcervon (siège) | 50115      | CC d'Avranches-Mont St Michel | 5,63             | 215 (2013)                        | 38                 |
| Les Chambres        | 50114      | CC de Granville, terre et mer | 4,18             | 137 (2013)                        | 33                 |

L'évolution du nombre d'habitants est connue à travers les recensements de la population effectués dans la commune depuis sa création.
En 2022, la commune comptait 390 habitants, en évolution de +7,14 % par rapport à 2016 (Manche : −0,31 %, France hors Mayotte : +2,11 %).
| 2018 | 2022 |
| ---- | ---- |
| 377  | 390  |

## Culture locale et patrimoine

### Lieux et monuments

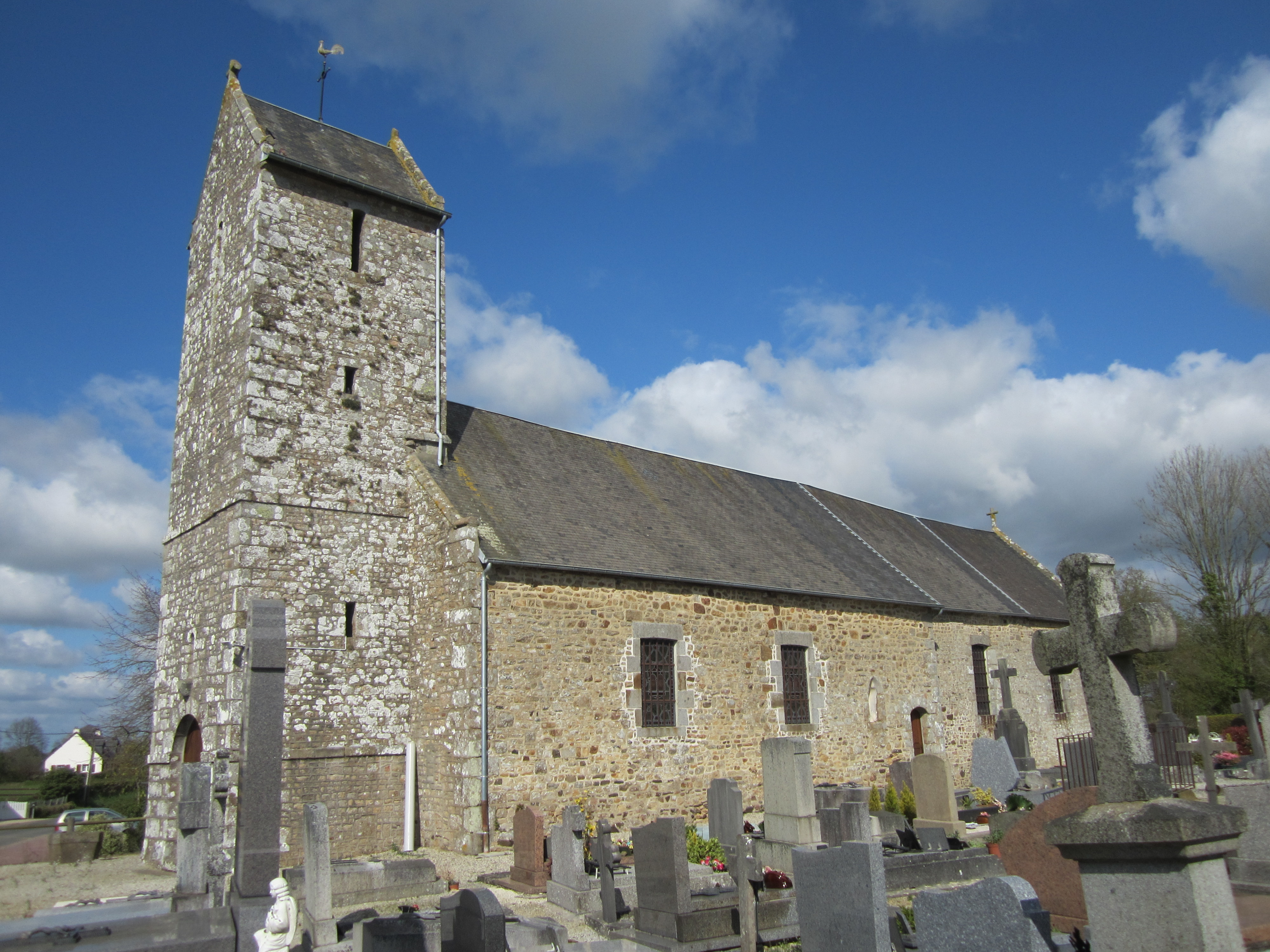
L'église Sainte-Trinité.

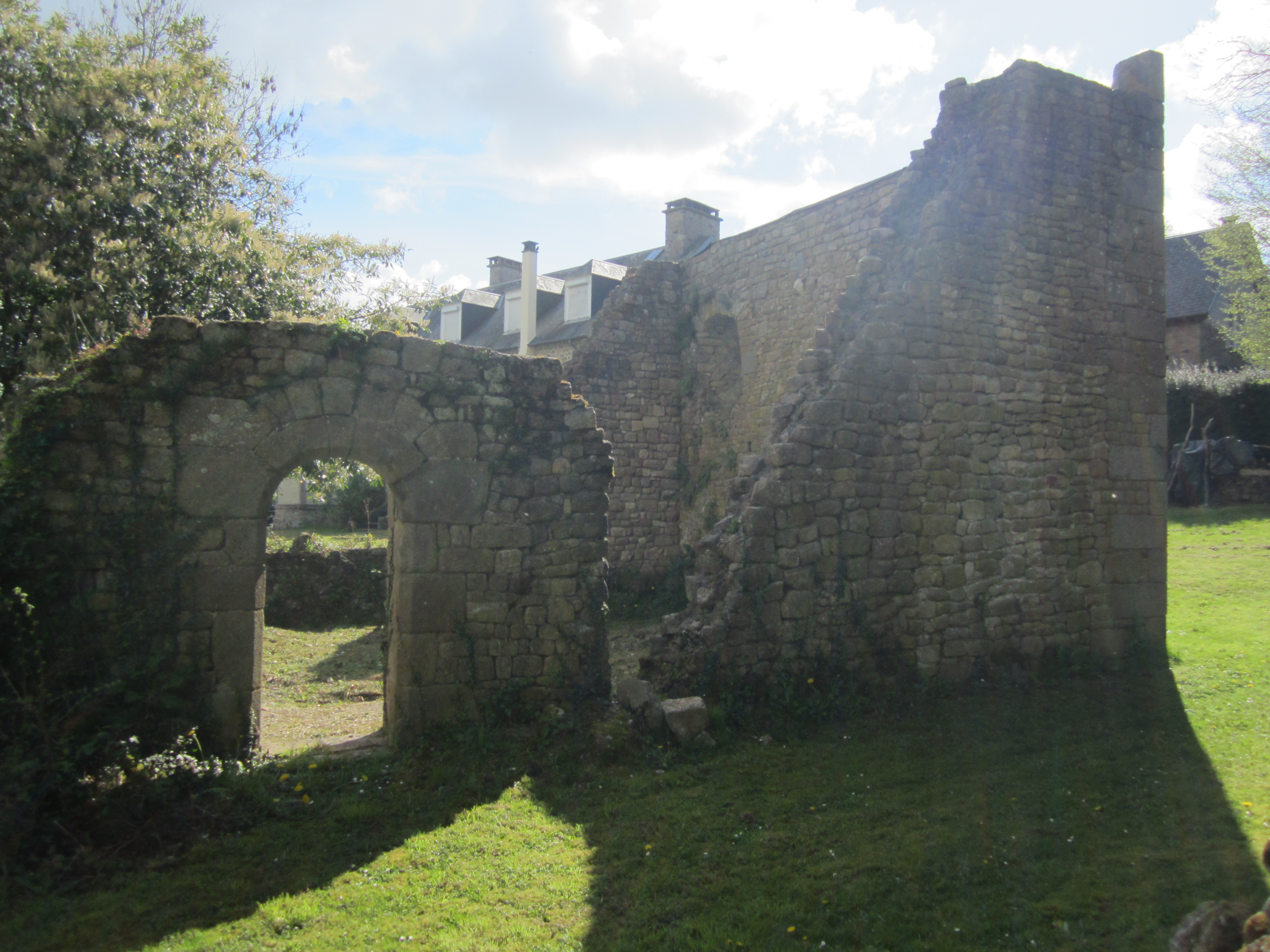
Ancienne église Saint-Barthélémy du Grippon.

- Église Saint-Martin, du XVIIIe siècle. Cette église dépend de la paroisse Saint-Pierre-et-Saint-Paul du doyenné du Pays de Granville-Villedieu[26].
- Château du Grippon[27].
- Le manoir de Lerre.
- L'église Sainte-Trinité des Chambres.

## Pour approfondir